# 宇部市立藤山小学校
宇部市立藤山小学校（うべしりつ ふじやましょうがっこう）は、山口県宇部市上条にある公立小学校。宇部フロンティア大学付属中学校・高等学校近くに位置する。

## 概要
2022年（令和4年）に創立150周年を迎えた。

## 沿革

### 年表
出典
- 1872年（明治5年）8月 - 藤曲小学校として発足
- 1875年（明治8年）- 藤曲字上條に校舎を設ける[2]
- 1889年（明治22年）- 藤曲村と中山村が合併して藤山村となり、藤山尋常小学校と改称
- 1899年（明治32年）- 高等科が設置され藤山尋常高等小学校と改称
- 1931年（昭和6年）8月 - 藤山村と宇部市の合併により宇部市立藤山尋常高等小学校と改称[3]
- 1941年（昭和16年）4月 - 国民学校令により宇部市立藤山国民学校と改称
- 1947年（昭和22年）4月 - 学制改革により宇部市立藤山小学校と改称

## 通学区域
- 藤山自治区[4]